# Dinotiscus
Dinotiscus is een geslacht van vliesvleugeligen uit de familie Pteromalidae. De wetenschappelijke naam van dit geslacht is voor het eerst geldig gepubliceerd in 1946 door Ghesquière.

## Soorten
Het geslacht Dinotiscus omvat de volgende soorten:
- Dinotiscus aponius (Walker, 1848)
- Dinotiscus armandi Yang, 1987
- Dinotiscus avrupanensis Doganlar, 2007
- Dinotiscus bivalvis Liao & Huang, 1988
- Dinotiscus calcaratus (Thomson, 1878)
- Dinotiscus colon (Linnaeus, 1758)
- Dinotiscus dendroctoni (Ashmead, 1894)
- Dinotiscus elongatus (Ashmead, 1888)
- Dinotiscus eupterus (Walker, 1836)
- Dinotiscus isvicrensis Doganlar, 2007
- Dinotiscus piceae Yang, 1996
- Dinotiscus qinlingensis Yang, 1996
- Dinotiscus thomsoni (Crawford, 1912)
- Dinotiscus tirolensis Doganlar, 2007
- Dinotiscus wichmanni Boucek, 1967
- Dinotiscus zirbecus Doganlar, 2007